# K-Telekom
A K-Telecom vagy K-Telekom (oroszul: К-Телеком) egy orosz távközlési vállalat, amely 2025-ben több megszállt ukrán területen is aktív szereplőként működik. A cég az orosz megszállás alatt álló Krím-félszigeten és Szevasztopol városában Win Mobile (Вин Мобайл) márkanév alatt nyújt mobilkommunikációs szolgáltatásokat. Emellett az Ukrajnához tartozó, de Oroszország által szintén megszállt és részben annektált területeken – köztük Luhanszk, Doneck, Zaporizzsja és Herszon régiókban – a +7Telekom (+7Телеком) nevű márkanevet használja.
Ezeken a területeken a K-Telekom kulcsszerepet tölt be abban, hogy az orosz állam saját távközlési rendszerébe integrálja az elfoglalt ukrán területeket. A vállalat szolgáltatásai lehetővé teszik az orosz mobilszámok használatát, az oroszországi hívószámokkal való kapcsolattartást, valamint az orosz állami digitális szolgáltatásokhoz való hozzáférést is. Ezzel hozzájárul az orosz hatóságok által folytatott információs és adminisztratív integrációhoz, és szerepet játszik az érintett régiók oroszosításában.